# مکس (نبراسکا)
مکس(به انگلیسی: Max) شهری در ایالت نبراسکا کشور ایالات متحده آمریکا است که جمعیت آن در سرشماری سال ۲۰۱۰ میلادی، ۵۷ نفر بوده‌است.